# Hordijiwka (rejon lipowiecki)
Hordijiwka (ukr. Гордіївка) – wieś na Ukrainie, w obwodzie winnickim, w rejonie lipowieckim, nad Sobem. W 2001 roku liczyła 158 mieszkańców.